# Nephtys fluviatilis
Nephtys fluviatilis är en ringmaskart som beskrevs av Monro 1937. Nephtys fluviatilis ingår i släktet Nephtys och familjen Nephtyidae. Inga underarter finns listade i Catalogue of Life.